# Ямпольский инцидент (1925)
Ямпольский инцидент — вооруженное нападение диверсионного отряда советской военной разведки на советскую пограничную заставу в районе Ямполя в начале 1925 года.
В 1921—1925 годах советская военная разведка (Разведупр РККА) осуществляла диверсионные акции, так называемую «активную разведку», на территории восточных воеводств Второй Польской республики, проявлявшиеся в многочисленных нападениях вооруженных групп на помещичьи владения, участки государственной полиции или государственные учреждения, а также на движущиеся по дорогам поезда и автомобили. Однако в начале января 1925 г. произошел инцидент, вынудивший власти СССР прекратить диверсионную деятельность против Польши.
В ночь с 7 на 8 января 1925 года группа советских диверсантов, переодетая в форму польской армии, при пересечении польско-советской границы атаковала советскую пограничную заставу № 5 в деревне Сивки, расположенную в 7 км к северу от города Ямполь в Украине. Диверсанты отходили с территории Польши (из Волынского воеводства), преследуемые подразделением недавно сформированного Корпуса охраны границы. В темноте их обстреляли на границе собственные два пограничника, которые приняли их за солдат регулярной польской армии. Диверсанты, около 40 пеших и 3 конных, открыли ответный огонь, а затем атаковали здание управления комендатуры, которую защищали 16 солдат. В результате начальник заставы Диккерман был ранен в ногу. Среди диверсантов был один убитый, которого забрали его товарищи. Здание комендатуры, обстрелянное и закиданное гранатами, было полностью разрушено. Отряд диверсантов отступил вглубь советской территории.
Тем временем в польской прессе стали появляться статьи, в которых раскрывалось истинное лицо нападающих на Ямполь. Например, в «Курьере Поранном» в номере от 21 января в статье под названием «Виновные в нападении на Ямполь» писали, что советская банда напала на город после того, как несколько раз до этого пересекала этот участок границы.
Информация о нападении сразу же дошла до Москвы. Вначале советское руководство пришли к выводу, что имел место акт военной агрессии со стороны Польши. Однако действия, предпринятые для выяснения инцидента, привели к раскрытию тайных действий Разведупра. Важным было то, что диверсионная деятельность в Польше, организованная и проводившаяся советской военной разведкой (Разведупр), была строго секретной. О них не знали ни ОГПУ, ни командование погранвойск Красной Армии.
8 января состоялось внеочередное заседание Политбюро РКП (большевиков), на основании решения которого 27 января была создана специальная партийная комиссия во главе с председателем ЦКК РКП(б) В. В. Куйбышевым. В неё также входили председатель ОГПУ Ф. Э. Дзержинский, нарком по военным делам М. В. Фрунзе, его заместитель И. С. Уншлихт и нарком иностранных дел Г. В. Чичерин.
25 февраля 1925 года Политбюро ЦК РКП(б), рассмотрев на своем заседании «проект постановления Комиссии Политбюро по вопросу об активной разведке», утвердило постановление «О Разведупре». Первый пункт этого документа под грифом «совершенно секретно» гласил: «Активная разведка (диверсионные, военно-подрывные группы и пр.) в первый период её существования была необходимым дополнением наших военных мероприятий и выполняла возложенные на неё из центра боевые задачи». Далее говорилось, что «с установлением более или менее нормальных дипломатических отношений с прилегающими к СССР странами» якобы «неоднократно давались директивы о прекращении активных действий», но, мол, «стихийно нарастающее» движение «зарубежного крестьянства, из которого комплектовались кадры диверсионных групп активной разведки», столь усложнили руководство этими группами, что имел место целый ряд инцидентов, «причинявших вред нашей дипломатической работе». Поэтому Политбюро ЦК приказывало:
```
"активную разведку в настоящем ее виде (организация связи, снабжения и руководства диверсионными отрядами на территории Польской Республики) – ликвидировать".
```

Во избежание международного конфуза было решено направить полякам дипломатическую ноту, в которой польская сторона обвинялась в нападении регулярных вооруженных сил на территорию СССР, но вместе с тем предлагалось решить «инцидент в Ямполе» мирным путем.